# Paseo de Santa María de la Cabeza
El paseo de Santa María de la Cabeza se encuentra en Madrid. Comienza en la glorieta de Atocha en Arganzuela y discurre, salvando el río Manzanares por el puente de Praga, hasta la plaza Elíptica en Carabanchel pasando por la de Santa María de la Cabeza.
El nombre del paseo se debe a una ermita en honor a Santa María de la Cabeza (esposa de Isidro Labrador) durante el siglo XVIII. El entorno se comenzó a edificar en el último tercio del siglo XIX.

## Historia

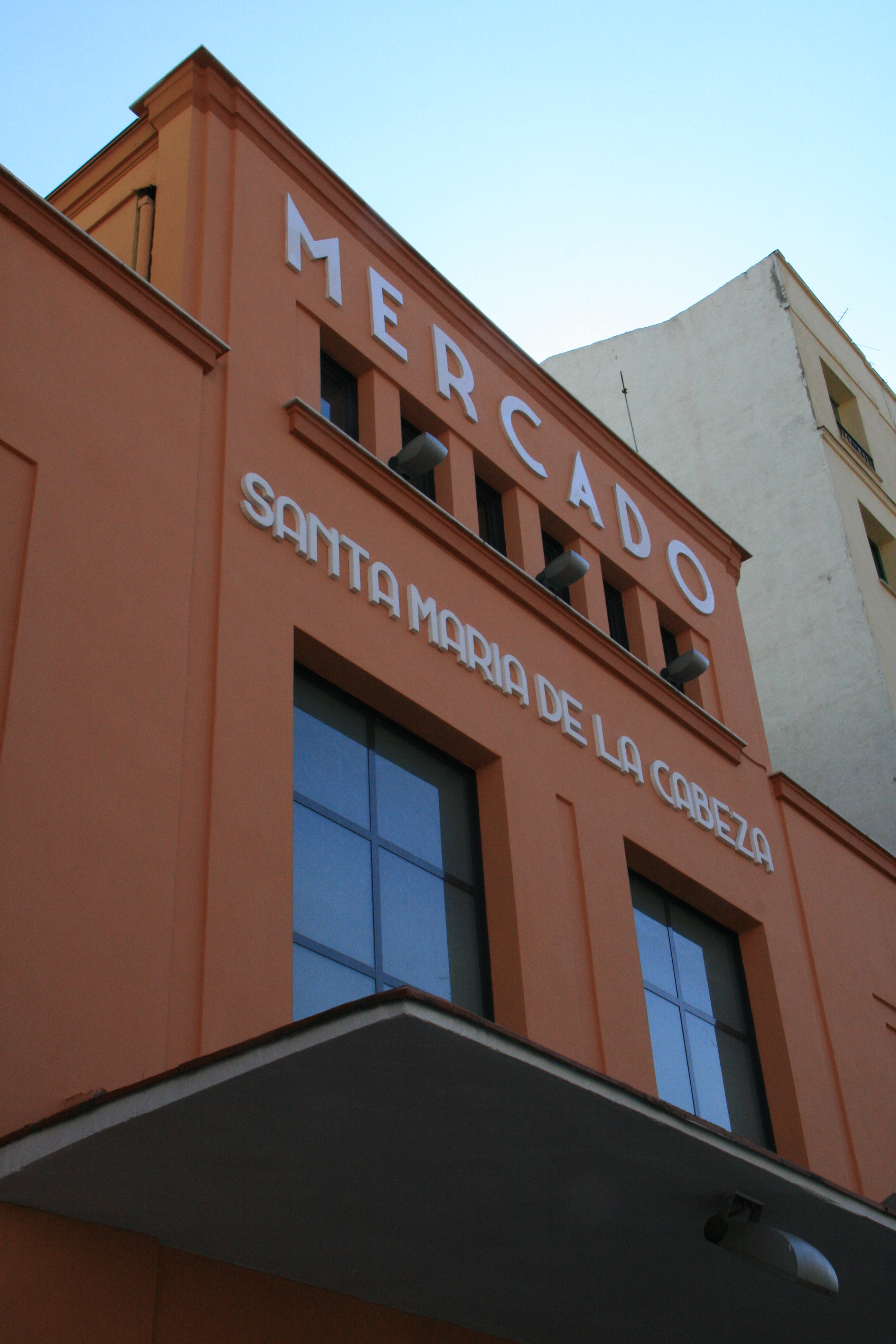
Fachada racionalista del Mercado de Santa María de la Cabeza.

Apenas se distingue un pequeño camino de servicio hacia el río Manzanares en el plano de Teixeira de finales del siglo XVII, en dirección a la dehesa de Arganzuela (cercana a la actual Chopera). El camino, sin embargo, existía en el siglo XVIII y conducía a la citada ermita dedicada a Santa María de la Cabeza. Esta ermita fue fundada por Francisco Párraga y cada 9 de septiembre se realizaba una romería.
Fernando VI decide pavimentar el Paseo de Santa María de la Cabeza y el  paseo de las Delicias. En el periodo 1914 y 1916 el arquitecto Alberto de Palacio y Elissague construye la fábrica Osram en el Paseo (a comienzos del siglo XXI es sede de la Empresa Municipal de la Vivienda).
La zona comenzó a ser edificada debido al ensanche. En 1935 decide el ayuntamiento la construcción de un Mercado Municipal a la altura de calle Palos de la Frontera (nº 34) en el distrito de Arganzuela. 
Pasado el río Manzanares deja el distrito de Arganzuela para entrar en el antiguo municipio de Carabanchel Bajo, hoy distritos de Carabanchel y Usera.
En 2003, siendo Alcalde de Madrid José María Álvarez del Manzano se soterró parte del Paseo de Santa María de la Cabeza, entre la glorieta de Santa María de la Cabeza y la M-30, todo ello en el distrito de Arganzuela. El concejal de los distritos de Carabanchel y Usera, Carlos Izquierdo, propuso el soterramiento entre la M-30 y la plaza Elíptica del Paseo de Santa María de la Cabeza a su paso por estos distritos, de la misma forma a la que luego el Alcalde Alberto Ruiz Gallardón hizo en la carretera de Extremadura. Sin embargo, lo único que se llevó a cabo fue una pequeña prolongación del túnel de Santa María de la Cabeza a su paso por Arganzuela por la presión vecinal.